# Збірна Франції з футзалу
Національна збірна Франції з футзалу представляє Федерацію футболу Франції на міжнародних змаганнях з футзалу, таких як Чемпіонат світу з футзалу ФІФА та Чемпіонат Європи.

## Історія змагань

### Чемпіонат світу з футзалу
| Чемпіонат світу з футзалу | Чемпіонат світу з футзалу | Чемпіонат світу з футзалу | Чемпіонат світу з футзалу | Чемпіонат світу з футзалу | Чемпіонат світу з футзалу | Чемпіонат світу з футзалу | Чемпіонат світу з футзалу | Чемпіонат світу з футзалу |
| Рік                       | Раунд                     | Місце                     | Г                         | В                         | Н                         | П                         | ГЗ                        | ГП                        |
| ------------------------- | ------------------------- | ------------------------- | ------------------------- | ------------------------- | ------------------------- | ------------------------- | ------------------------- | ------------------------- |
| 1989                      | Не брала участь           | Не брала участь           | Не брала участь           | Не брала участь           | Не брала участь           | Не брала участь           | Не брала участь           | Не брала участь           |
| 1992                      | Не брала участь           | Не брала участь           | Не брала участь           | Не брала участь           | Не брала участь           | Не брала участь           | Не брала участь           | Не брала участь           |
| 1996                      | Не брала участь           | Не брала участь           | Не брала участь           | Не брала участь           | Не брала участь           | Не брала участь           | Не брала участь           | Не брала участь           |
| 2000                      | Не пройшла кваліфікацію   | Не пройшла кваліфікацію   | Не пройшла кваліфікацію   | Не пройшла кваліфікацію   | Не пройшла кваліфікацію   | Не пройшла кваліфікацію   | Не пройшла кваліфікацію   | Не пройшла кваліфікацію   |
| 2004                      | Не пройшла кваліфікацію   | Не пройшла кваліфікацію   | Не пройшла кваліфікацію   | Не пройшла кваліфікацію   | Не пройшла кваліфікацію   | Не пройшла кваліфікацію   | Не пройшла кваліфікацію   | Не пройшла кваліфікацію   |
| 2008                      | Не брала участь           | Не брала участь           | Не брала участь           | Не брала участь           | Не брала участь           | Не брала участь           | Не брала участь           | Не брала участь           |
| 2012                      | Не пройшла кваліфікацію   | Не пройшла кваліфікацію   | Не пройшла кваліфікацію   | Не пройшла кваліфікацію   | Не пройшла кваліфікацію   | Не пройшла кваліфікацію   | Не пройшла кваліфікацію   | Не пройшла кваліфікацію   |
| 2016                      | Не пройшла кваліфікацію   | Не пройшла кваліфікацію   | Не пройшла кваліфікацію   | Не пройшла кваліфікацію   | Не пройшла кваліфікацію   | Не пройшла кваліфікацію   | Не пройшла кваліфікацію   | Не пройшла кваліфікацію   |
| 2021                      | Не пройшла кваліфікацію   | Не пройшла кваліфікацію   | Не пройшла кваліфікацію   | Не пройшла кваліфікацію   | Не пройшла кваліфікацію   | Не пройшла кваліфікацію   | Не пройшла кваліфікацію   | Не пройшла кваліфікацію   |
| 2024                      | 4 місце                   | 4 місце                   | 7                         | 4                         | 0                         | 3                         | 26                        | 20                        |
| Всього                    | 1/10                      | 1/10                      | 7                         | 4                         | 0                         | 3                         | 26                        | 20                        |

### Чемпіонат УЄФА з футзалу
| Рекорд Чемпіонату УЄФА з футзалу | Рекорд Чемпіонату УЄФА з футзалу | Рекорд Чемпіонату УЄФА з футзалу | Рекорд Чемпіонату УЄФА з футзалу | Рекорд Чемпіонату УЄФА з футзалу | Рекорд Чемпіонату УЄФА з футзалу | Рекорд Чемпіонату УЄФА з футзалу | Рекорд Чемпіонату УЄФА з футзалу | Рекорд Чемпіонату УЄФА з футзалу |
| Рік                              | Раунд                            | Місце                            | Г                                | В                                | Н                                | П                                | З                                | П                                |
| -------------------------------- | -------------------------------- | -------------------------------- | -------------------------------- | -------------------------------- | -------------------------------- | -------------------------------- | -------------------------------- | -------------------------------- |
| 1996                             | Не брала участь                  | Не брала участь                  | Не брала участь                  | Не брала участь                  | Не брала участь                  | Не брала участь                  | Не брала участь                  | Не брала участь                  |
| 1999                             | Не пройшла кваліфікацію          | Не пройшла кваліфікацію          | Не пройшла кваліфікацію          | Не пройшла кваліфікацію          | Не пройшла кваліфікацію          | Не пройшла кваліфікацію          | Не пройшла кваліфікацію          | Не пройшла кваліфікацію          |
| 2001                             | Не пройшла кваліфікацію          | Не пройшла кваліфікацію          | Не пройшла кваліфікацію          | Не пройшла кваліфікацію          | Не пройшла кваліфікацію          | Не пройшла кваліфікацію          | Не пройшла кваліфікацію          | Не пройшла кваліфікацію          |
| 2003                             | Не пройшла кваліфікацію          | Не пройшла кваліфікацію          | Не пройшла кваліфікацію          | Не пройшла кваліфікацію          | Не пройшла кваліфікацію          | Не пройшла кваліфікацію          | Не пройшла кваліфікацію          | Не пройшла кваліфікацію          |
| 2005                             | Не пройшла кваліфікацію          | Не пройшла кваліфікацію          | Не пройшла кваліфікацію          | Не пройшла кваліфікацію          | Не пройшла кваліфікацію          | Не пройшла кваліфікацію          | Не пройшла кваліфікацію          | Не пройшла кваліфікацію          |
| 2007                             | Не пройшла кваліфікацію          | Не пройшла кваліфікацію          | Не пройшла кваліфікацію          | Не пройшла кваліфікацію          | Не пройшла кваліфікацію          | Не пройшла кваліфікацію          | Не пройшла кваліфікацію          | Не пройшла кваліфікацію          |
| 2010                             | Не пройшла кваліфікацію          | Не пройшла кваліфікацію          | Не пройшла кваліфікацію          | Не пройшла кваліфікацію          | Не пройшла кваліфікацію          | Не пройшла кваліфікацію          | Не пройшла кваліфікацію          | Не пройшла кваліфікацію          |
| 2012                             | Не пройшла кваліфікацію          | Не пройшла кваліфікацію          | Не пройшла кваліфікацію          | Не пройшла кваліфікацію          | Не пройшла кваліфікацію          | Не пройшла кваліфікацію          | Не пройшла кваліфікацію          | Не пройшла кваліфікацію          |
| 2014                             | Не пройшла кваліфікацію          | Не пройшла кваліфікацію          | Не пройшла кваліфікацію          | Не пройшла кваліфікацію          | Не пройшла кваліфікацію          | Не пройшла кваліфікацію          | Не пройшла кваліфікацію          | Не пройшла кваліфікацію          |
| 2016                             | Не пройшла кваліфікацію          | Не пройшла кваліфікацію          | Не пройшла кваліфікацію          | Не пройшла кваліфікацію          | Не пройшла кваліфікацію          | Не пройшла кваліфікацію          | Не пройшла кваліфікацію          | Не пройшла кваліфікацію          |
| 2018                             | Груповий етап                    | 10-й                             | 2                                | 0                                | 1                                | 1                                | 7                                | 9                                |
| 2022                             | Не пройшла кваліфікацію          | Не пройшла кваліфікацію          | Не пройшла кваліфікацію          | Не пройшла кваліфікацію          | Не пройшла кваліфікацію          | Не пройшла кваліфікацію          | Не пройшла кваліфікацію          | Не пройшла кваліфікацію          |
| 2026                             | Буде визначено                   | Буде визначено                   | Буде визначено                   | Буде визначено                   | Буде визначено                   | Буде визначено                   | Буде визначено                   | Буде визначено                   |
| Всього                           | 1/13                             | 1/13                             | 2                                | 0                                | 1                                | 1                                | 7                                | 9                                |